# منطقة الثالجة
منطقة الثالجة أو جبال الثالجة أو المنطقة السياحية الثالجة هي مجموعة من الجبال بالقرب من مدينة المتلوي هي منطقة سياحية وسط الجبال تتميز بالمناظر الطبيعية الخلابة وتعتبر جبال الثالجة المنطقة الأولى التي تم اكتشاف الفسفاط فيها في تونس. وللوصول إلى هذه المنطقة يجب ركوب السحلية الحمراء لياخذك في رحلة بين الجبال فيدخل بك في أنفاق تحت الجبال ليصل في النهاية إلى مكان استخراج الفوسفاط في المنطقة.